# Paternity
Pour plus de détails, voir Fiche technique et Distribution.
Paternity est un film américain réalisé par David Steinberg, sorti en 1981.

## Synopsis
Un homme cherche une femme pour porter son enfant mais sans devoir s'investir dans une relation sentimentale.

## Fiche technique
- Titre : Paternity
- Réalisation : David Steinberg
- Scénario : Charlie Peters
- Musique : David Shire
- Photographie : Bobby Byrne (en)
- Montage : Donn Cambern
- Production : Lawrence Gordon et Hank Moonjean
- Société de production : Paramount Pictures
- Société de distribution : Paramount Pictures (États-Unis)
- Pays :  États-Unis
- Genre : Comédie romantique
- Durée : 94 minutes
- Dates de sortie : 
  - États-Unis : 2 octobre 1981

## Distribution
- Burt Reynolds : Buddy Evans
- Beverly D'Angelo : Maggie
- Norman Fell : Larry
- Paul Dooley : Kurt
- Elizabeth Ashley : Sophia Thatcher
- Lauren Hutton : Jenny Lofton
- Juanita Moore : Celia
- Peter Billingsley : Tad
- Jacqueline Brookes : tante Ethel
- Linda Gillen : Cathy
- Victoria Young : Patti

## Distinctions
Le film a reçu le Razzie Award de la pire chanson pour le morceau Baby Talk.